# Portugal no Campeonato Europeu de Futebol de 2012

Portugal participa pela sexta vez, a quinta vez consecutiva, numa fase final do Campeonato Europeu de Futebol disputada na Polónia e na Ucrânia, em 2012.

## Eliminatórias
Nas eliminatórias de qualificação, Portugal defrontou o Chipre, a Dinamarca, a Islândia e a Noruega.

### Fase Final

#### Quartos-de-Final

##### República Checa vs Portugal
| 21 de Junho de 2012 | Tchéquia | 0 – 1     | Portugal              | Estádio Nacional, Varsóvia               |
| 20:45 (UTC+2)       |          | Relatório | Cristiano Ronaldo 79' | Público: 55 590 Árbitro: ENG Howard Webb |

| República Checa | Portugal |

| REPÚBLICA CHECA: |    |                        |     |     |
|                  |    |                        |     |     |
| GK               | 1  | Petr Čech (c)          |     |     |
| RB               | 2  | Theodor Gebre Selassie |     |     |
| CB               | 6  | Tomáš Sivok            |     |     |
| CB               | 3  | Michal Kadlec          |     |     |
| LB               | 8  | David Limberský        | 90' |     |
| CM               | 17 | Tomáš Hübschman        |     | 86' |
| CM               | 13 | Jaroslav Plašil        |     |     |
| RW               | 19 | Petr Jiráček           |     |     |
| AM               | 22 | Vladimír Darida        |     | 61' |
| LW               | 14 | Václav Pilař           |     |     |
| CF               | 15 | Milan Baroš            |     |     |
| Substituições:   |    |                        |     |     |
| MF               | 9  | Jan Rezek              |     | 61' |
| FW               | 20 | Tomáš Pekhart          |     | 86' |
| Treinador:       |    |                        |     |     |
| Michal Bílek     |    |                        |     |     |

| PORTUGAL:     |    |                       |     |     |
|               |    |                       |     |     |
| GK            | 12 | Rui Patrício          |     |     |
| RB            | 21 | João Pereira          |     |     |
| CB            | 3  | Pepe                  |     |     |
| CB            | 2  | Bruno Alves           |     |     |
| LB            | 5  | Fábio Coentrão        |     |     |
| CM            | 16 | Raul Meireles         |     | 88' |
| CM            | 4  | Miguel Veloso         | 27' |     |
| CM            | 8  | João Moutinho         |     |     |
| RF            | 17 | Nani                  | 26' | 84' |
| CF            | 23 | Hélder Postiga        |     | 40' |
| LF            | 7  | Cristiano Ronaldo (c) |     |     |
| Substituições |    |                       |     |     |
| FW            | 9  | Hugo Almeida          |     | 40' |
| MF            | 6  | Custódio              |     | 84' |
| DF            | 14 | Rolando               |     | 88' |
| Treinador:    |    |                       |     |     |
| Paulo Bento   |    |                       |     |     |

Árbitros Auxiliares:

 Michael Mullarkey

 Sander van Roekel

4º Árbitro:

 Jonas Eriksson

#### Meias-Finais

##### Portugal vs Espanha
| 27 de Junho de 2012 | Portugal | 0 – 0 (pro) | Espanha | Donbass Arena, Donetsk                    |
| 21:45 (UTC+3)       |          | Relatório   |         | Público: 48 000 Árbitro: TUR Cüneyt Çakır |

|                                     |       | Penalidades                                     |  |
| João Moutinho Pepe Nani Bruno Alves | 2 – 4 | Xabi Alonso Iniesta Piqué Sergio Ramos Fábregas |  |

| Portugal | Espanha |

| PORTUGAL:      |    |                       |       |      |
|                |    |                       |       |      |
| GK             | 12 | Rui Patrício          |       |      |
| RB             | 21 | João Pereira          | 64'   |      |
| CB             | 3  | Pepe                  | 61'   |      |
| CB             | 2  | Bruno Alves           | 86'   |      |
| LB             | 5  | Fábio Coentrão        | 45'   |      |
| CM             | 16 | Raul Meireles         |       | 113' |
| CM             | 4  | Miguel Veloso         | 90+3' | 106' |
| CM             | 8  | João Moutinho         |       |      |
| RF             | 17 | Nani                  |       |      |
| CF             | 9  | Hugo Almeida          |       | 81'  |
| LF             | 7  | Cristiano Ronaldo (c) |       |      |
| Substituições: |    |                       |       |      |
| FW             | 11 | Nélson Oliveira       |       | 81'  |
| MF             | 6  | Custódio              |       | 106' |
| FW             | 18 | Silvestre Varela      |       | 113' |
| Treinador:     |    |                       |       |      |
| Paulo Bento    |    |                       |       |      |

| ESPANHA:           |    |                   |      |     |
|                    |    |                   |      |     |
| GK                 | 1  | Iker Casillas (c) |      |     |
| RB                 | 17 | Álvaro Arbeloa    | 84'  |     |
| CB                 | 3  | Gerard Piqué      |      |     |
| CB                 | 15 | Sergio Ramos      | 40'  |     |
| LB                 | 18 | Jordi Alba        |      |     |
| CM                 | 8  | Xavi              |      | 87' |
| CM                 | 16 | Sergio Busquets   | 60'  |     |
| CM                 | 14 | Xabi Alonso       | 113' |     |
| RF                 | 21 | David Silva       |      | 60' |
| CF                 | 11 | Álvaro Negredo    |      | 54' |
| LF                 | 6  | Andrés Iniesta    |      |     |
| Substitutições:    |    |                   |      |     |
| MF                 | 10 | Cesc Fàbregas     |      | 54' |
| MF                 | 22 | Jesús Navas       |      | 60' |
| FW                 | 7  | Pedro             |      | 87' |
| Treinador:         |    |                   |      |     |
| Vicente del Bosque |    |                   |      |     |

Árbitros Auxiliares:

 Bahattin Duran

 Tarık Ongun

4º Árbitro:

 Damir Skomina

## Golos
| #     | Jogador           | Fase de Grupos | Fase de Grupos | Fase de Grupos | Quartos-de-Final | Semi-Finais | Total |
| #     | Jogador           | /              | /              | /              | /                | /           | Total |
| ----- | ----------------- | -------------- | -------------- | -------------- | ---------------- | ----------- | ----- |
| 3     | Pepe              | -              | 1              | -              | -                | -           | 1     |
| 7     | Cristiano Ronaldo | -              | -              | 2              | 1                | -           | 3     |
| 18    | Varela            | -              | 1              | -              | -                | -           | 1     |
| 23    | Hélder Postiga    | -              | 1              | -              | -                | -           | 1     |
| Total | Total             | 0              | 3              | 2              | 1                | 0           | 6     |

## Estatísticas
| Adversário           | J  | V | E | D | GM | GS | +/-  | Fase de Qualificação | Play-Offs    | Fase de Grupos | Quartos-de-Final | Semi-Final |
| -------------------- | -- | - | - | - | -- | -- | ---- | -------------------- | ------------ | -------------- | ---------------- | ---------- |
| Alemanha             | 1  | 0 | 0 | 1 | 0  | 1  | –1   | ————                 | ————         | 0 – 1          | ————             | ————       |
| Bósnia e Herzegovina | 2  | 1 | 1 | 0 | 6  | 2  | +4   | ————                 | 0 – 0, 6 – 2 | ————           | ————             | ————       |
| Chipre               | 2  | 1 | 1 | 0 | 8  | 4  | +4   | 4 – 4, 4 – 0         | ————         | ————           | ————             | ————       |
| Dinamarca            | 3  | 2 | 0 | 1 | 7  | 5  | +2   | 3 – 1, 1 – 2         | ————         | 3 – 2          | ————             | ————       |
| Espanha              | 1  | 0 | 1 | 0 | 0  | 0  | 0    | ————                 | ————         | ————           | ————             | 0 – 0      |
| Islândia             | 2  | 2 | 0 | 0 | 8  | 4  | +4   | 3 – 1, 5 – 3         | ————         | ————           | ————             | ————       |
| Noruega              | 2  | 1 | 0 | 1 | 1  | 1  | 0    | 0 – 1, 1 – 0         | ————         | ————           | ————             | ————       |
| Países Baixos        | 1  | 1 | 0 | 0 | 2  | 1  | +1   | ————                 | ————         | 2 – 1          | ————             | ————       |
| Tchéquia             | 1  | 1 | 0 | 0 | 1  | 0  | +1   | ————                 | ————         | ————           | 1 – 0            | ————       |
| Total                | 15 | 9 | 3 | 3 | 33 | 18 | +1,7 | 2,6 – 1,5            | 3 – 1        | 1,7 – 1,3      | 1 – 0            | 0 – 0      |